# Кларендон (Техас)

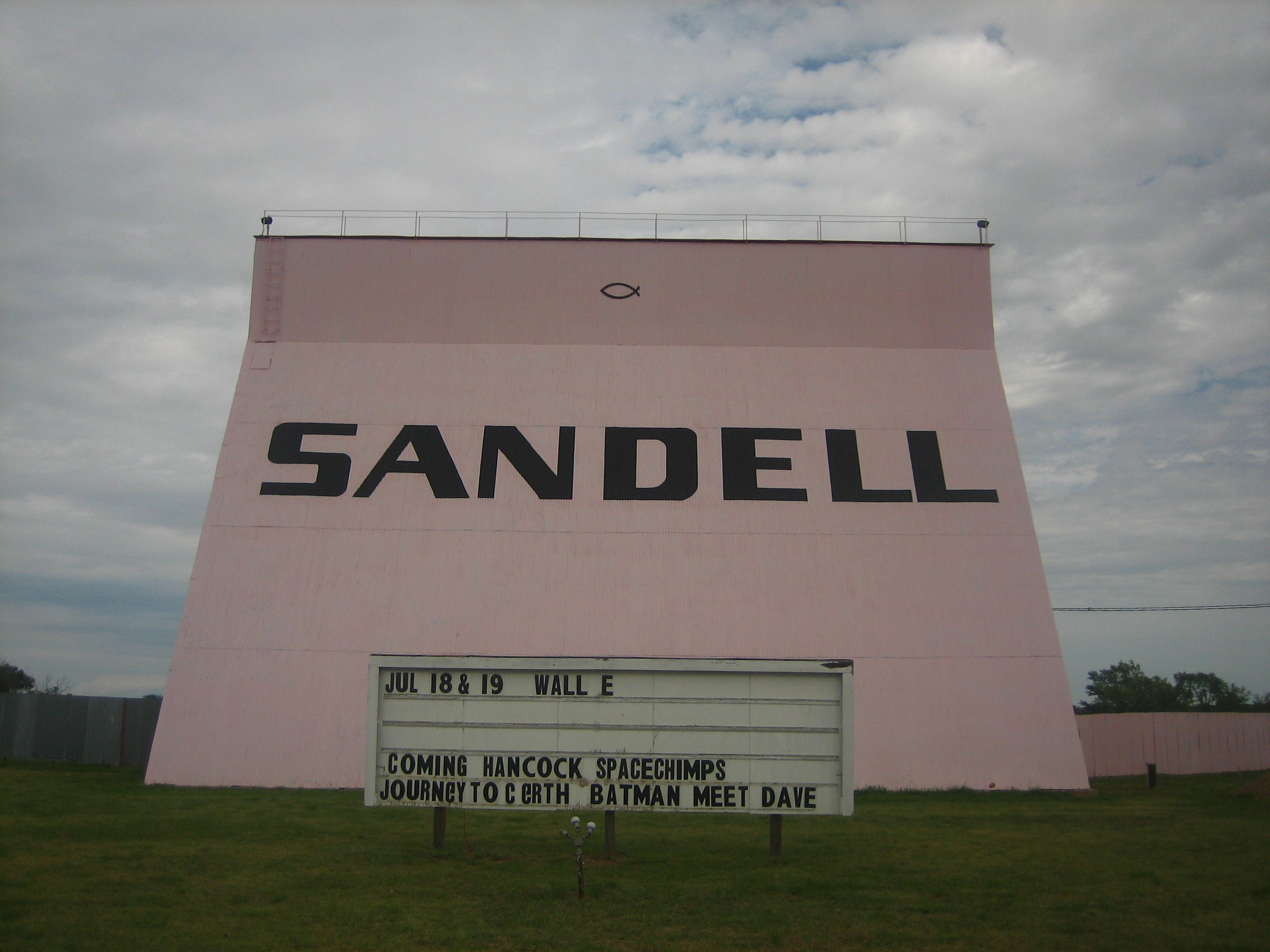
Автокинотеатр, закрытый в 1984 году, был заново открыт в августе 2002 года.

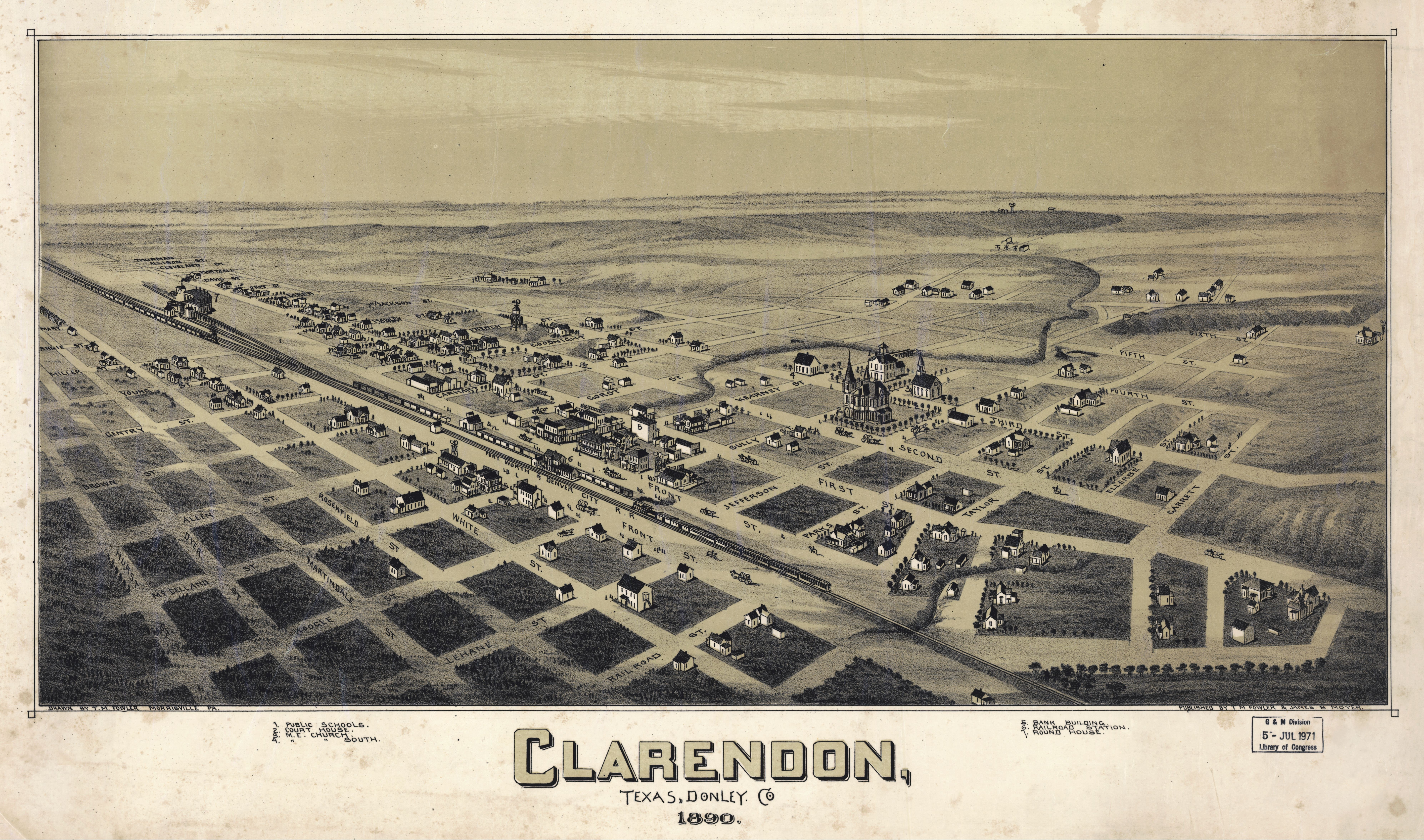
Карта города 1890 года

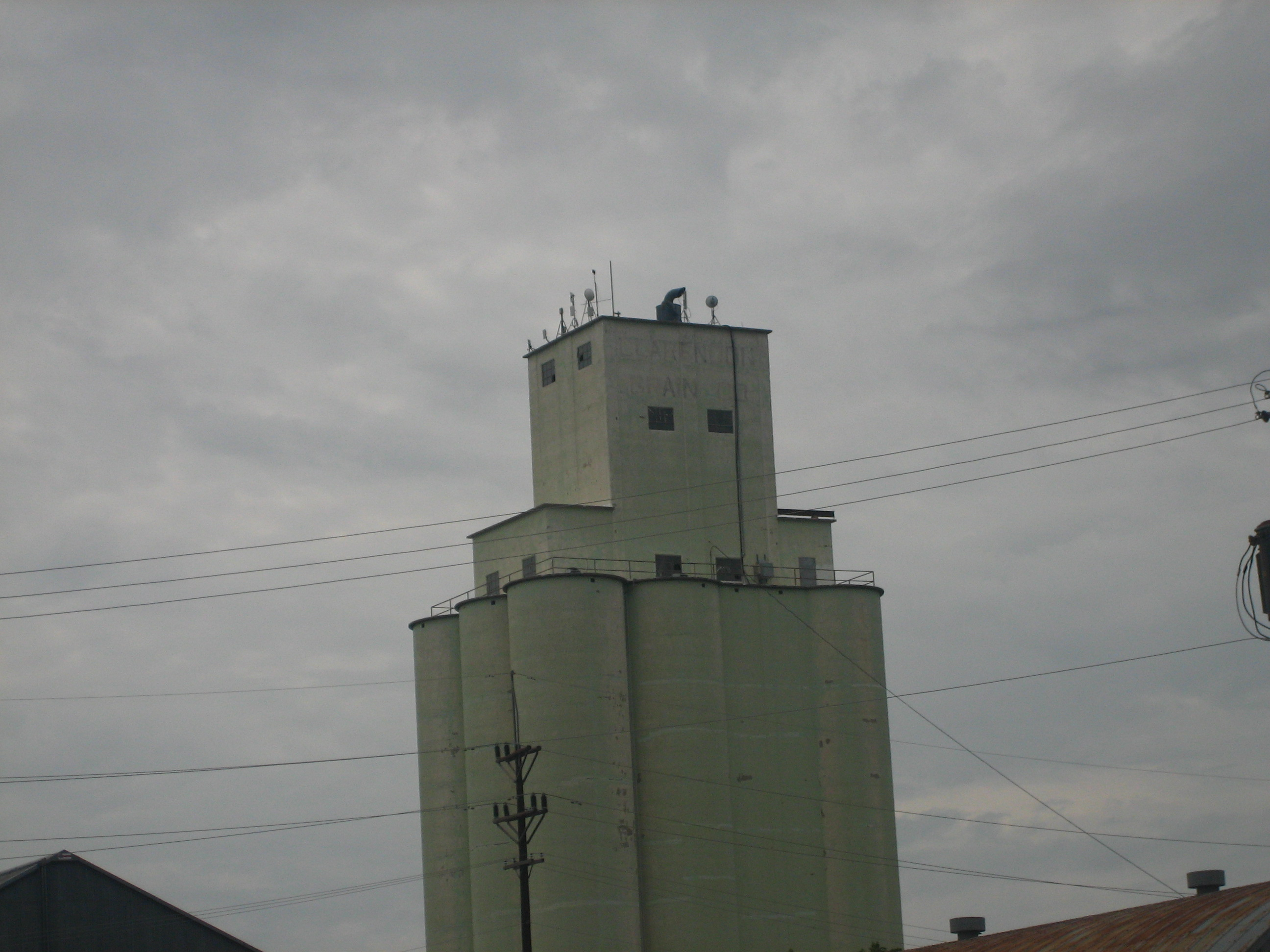
Зерновой элеватор

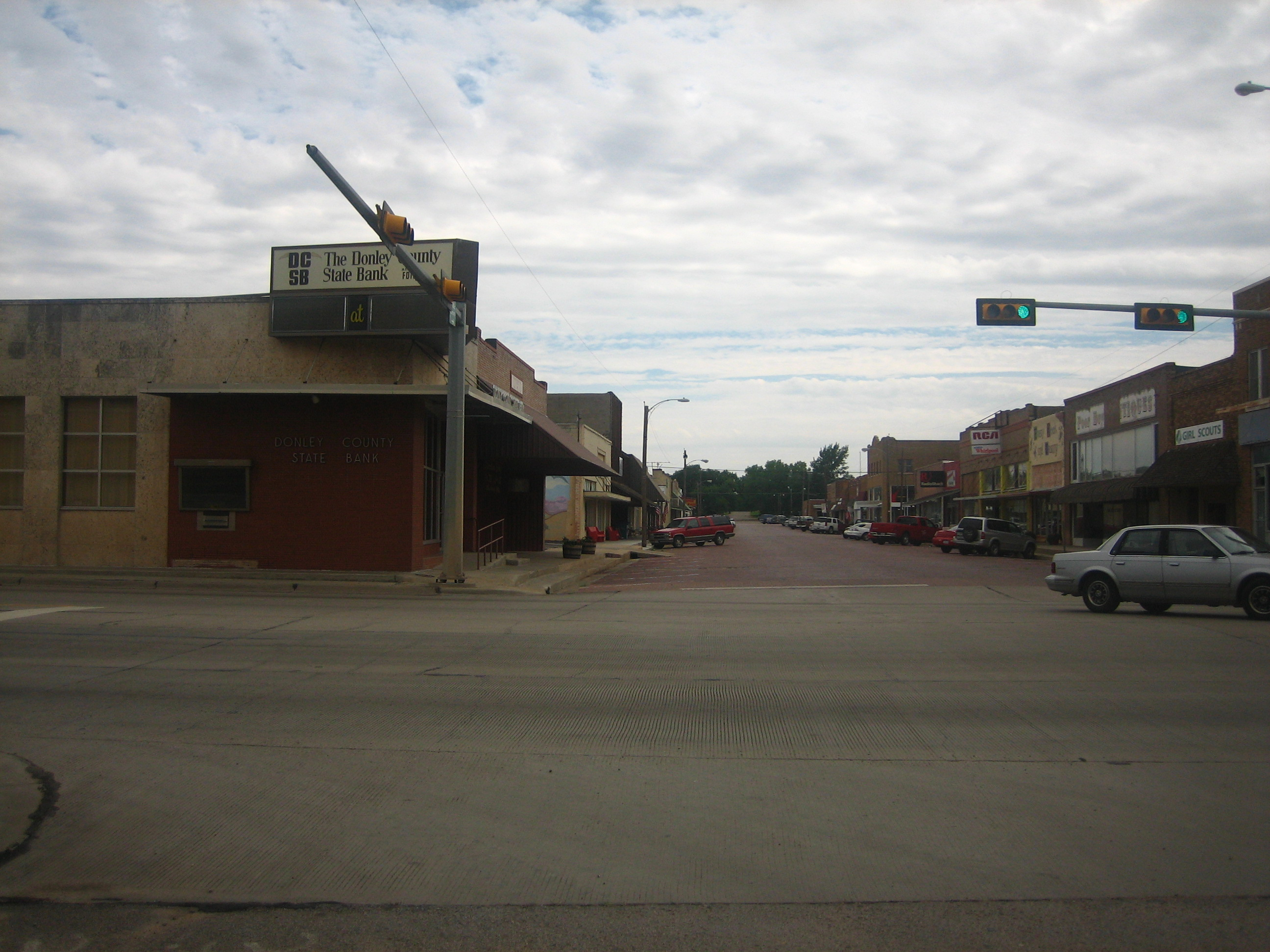
Улицы города

Кла́рендон (англ. Clarendon) — город в США, расположенный в северной части штата Техас, в Техасском выступе. Город является административным центром округа Донли. По данным переписи за 2010 год число жителей составляло 2026 человек, по оценке Бюро переписи США в 2015 году в городе проживало 1944 человека.

## История
Кларендон, наряду с городами Мобити в округе Уилер и Таскоса в Олдеме, являлся одним из первых городов Техасского выступа. Город был основан в 1878 году, ещё до появления Амарилло.
Город был основан служителем методистской церкви Л. Х. Картхартом, который планировал город как «поселение трезвости» в отличие от быстро растущих городков, рядом с которыми находили полезные ископаемые. Местные ковбои из-за этого дали городку прозвище «Священный насест» (англ. Sant Roost), откуда пошло необычное название музея: Saints' Roost Museum.
В 1882 году был основан округ Донли, и Кларендон стал административным центром города.
В 1887 году большинство жителей проголосовало за перенос своих домов и бизнеса на 10 километров к югу, в связи с тем, что там проходила новая железная дорога Форт-Уэрт — Денвер.

## География
Кларендон находится на юго-западе округа Донли, его координаты: 34°56′11″ с. ш. 100°53′28″ з. д.. Город находится примерно в 100 километрах к востоку от Амарилло и в 90 северо-западу от Чилдресса.
Согласно данным бюро переписи США, площадь города составляет 7,8 квадратных километров, 7,5 из которых являются сушей, а 0,3 — водной поверхностью.

### Климат
Согласно классификации климатов Кёппена, в Кларендоне преобладает семиаридный климат.
| Показатель                    | Янв.  | Фев.  | Март  | Апр. | Май  | Июнь | Июль | Авг. | Сен. | Окт. | Нояб. | Дек.  | Год   |
| ----------------------------- | ----- | ----- | ----- | ---- | ---- | ---- | ---- | ---- | ---- | ---- | ----- | ----- | ----- |
| Абсолютный максимум, °C       | 30,6  | 31,7  | 36,7  | 37,8 | 42,8 | 45,6 | 45   | 47,2 | 42,2 | 40   | 33,3  | 30    | 47,2  |
| Средний суточный максимум, °C | 10,9  | 13,3  | 17,9  | 23,2 | 27,3 | 32,3 | 34,9 | 34,3 | 29,7 | 23,8 | 16,9  | 11,6  | 23    |
| Средняя температура, °C       | 3,2   | 5,4   | 9,5   | 14,8 | 19,6 | 24,6 | 27,1 | 26,3 | 21,9 | 15,7 | 8,9   | 4,1   | 15,1  |
| Средний суточный минимум, °C  | −4,6  | −2,6  | 1,1   | 6,4  | 11,8 | 16,9 | 19,2 | 18,4 | 14,1 | 7,6  | 0,9   | −3,5  | 7,2   |
| Абсолютный минимум, °C        | −23,9 | −21,7 | −18,9 | −8,3 | −3,9 | 4,4  | 8,9  | 6,1  | −1,1 | −8,3 | −13,3 | −23,9 | −23,9 |
| Норма осадков, мм             | 16    | 19    | 30    | 50   | 90   | 86   | 56   | 72   | 65   | 56   | 24    | 21    | 585   |
| Источник: weatherbase.com     |       |       |       |      |      |      |      |      |      |      |       |       |       |

## Население
Согласно переписи населения 2010 года, в 2010 году в городе проживало 2026 человек, 786 домохозяйств, 490 семей. Расовый состав города: 86,7% — белые, 7,9% — чернокожие, 0,4% — коренные жители США, 0,4% — азиаты, 0,1% — жители Гавайев или Океании, 2,4% — другие расы, 2% — две и более расы. Число испаноязычных жителей любых рас составило 9,2%.
Из 786 домохозяйств, в 25,1% проживают дети младше 18 лет. В 47,6% случаев в домохозяйстве проживают женатые пары, 11,1% — домохозяйства без мужчин, 37,7% — домохозяйства, не составляющие семью. 34,9% домохозяйств представляют из себя одиноких людей, 17,8% — одиноких людей старше 65 лет. Средний размер домохозяйства составляет 2,27 человека. Средний размер семьи — 2,91.
31,2% населения города младше 20 лет, 23,5% находятся в возрасте от 20 до 39, 22,7% — от 40 до 64, 17,7% — 65 лет и старше. Средний возраст составляет 35,2 лет.
Согласно данным опросов пяти лет с 2010 по 2014 годы, средний доход домохозяйства в Кларендоне составляет 34 659 долларов США в год, средний доход семьи — 47 014 долларов. Доход на душу населения в городе составляет 17 748 долларов. Около 15,1% семей и 17,9% населения находятся за чертой бедности. В том числе 27,8% в возрасте до 18 лет и 16,8% в возрасте 65 и старше.

## Местное управление
Управление городом осуществляется мэром города и городским советом из пяти человек. Один из членов совета выбирается заместителем мэра. Другими важными должностями, на которые происходит наём сотрудников, являются:
- Городской секретарь
- Городской администратор
- Городской юрист
- Глава отдела общественных работ
- Муниципальный судья
- Глава пожарной охраны

## Инфраструктура и транспорт
Через город проходят автомагистраль США US 287 и автомагистраль 70 штата Техас. В 27 километрах к северу от города проходит межштатная автомагистраль I-40.
В городе располагается муниципальный аэропорт Смайли-Джонсон/Басс-Филд, который располагает 1370-метровой асфальтированной взлётно-посадочной полосой. Ближайшим аэропортом, выполняющим коммерческие пассажирские рейсы является Международный аэропорт Рика Хазбэнда в Амарилло.

## Образование
Город обслуживается объединённым независимым школьным округом Кларендон.
В городе также находится колледж Кларендона. Заведение, созданное в 1898 году, является старейшим вузом Техасского выступа. Изначально колледж был аффилирован с методистской церковью.  

## Отдых и развлечения
Местный музей Saints' Roost Museum располагает коллекцией артефактов раннего периода жизни города, а также материалами о Чарльзе Гуднайте, Гарольде Багби, войне на Ред-Ривер, и о депо железной дороги Форт-Уэрт — Денвер.